# Individual Development and Adaptive Education of Children at Risk
Individual Development and Adaptive Education of Children at Risk (IDeA) ist ein interdisziplinäres wissenschaftliches Zentrum in Frankfurt am Main zur Erforschung von Entwicklungs- und Lernprozessen bei Kindern innerhalb der ersten zwölf Lebensjahre. Besondere Aufmerksamkeit gilt Kindern, deren Bildungserfolg durch verschiedenste Risiken gefährdet ist.

## Organisation
Das IDeA-Zentrum wurde 2008 im Rahmen der Landes-Offensive zur Entwicklung Wissenschaftlich-ökonomischer Exzellenz (LOEWE), ein Forschungsförderungsprogramm des Landes Hessen, eingerichtet. Seit 2014 ist es auf Beschluss der Gemeinsamen Wissenschaftskonferenz dauerhaft am Leibniz-Institut für Bildungsforschung und Bildungsinformation (DIPF) verankert und wird von dort aus koordiniert. Gründungspartner sind das DIPF, die Goethe-Universität Frankfurt am Main sowie das Sigmund-Freud-Institut. Die Mitglieder des Zentrums verfügen über Expertise in den Bereichen Psychologie, Erziehungswissenschaften, Psycholinguistik, Neurowissenschaften, verschiedener Fachdidaktiken, Soziologie und Psychoanalyse. Das Forschungszentrum wird durch ein Scientific Board geleitet. Wissenschaftlicher Leiter des Zentrums ist Florian Schmiedek (Stellvertreterin: Ilonca Hardy).

## Forschungsschwerpunkte

### Individuelle Entwicklung
Im Forschungsbereich Individuelle Entwicklung findet Grundlagenforschung zu Entwicklungs- und Lernprozessen von Kindern statt, zum Beispiel im Hinblick auf den Spracherwerb, mathematische Kompetenzen sowie kognitive und soziale Merkmale. Neben dem Verständnis typischer Entwicklungsverläufe als Grundlage für Bildungserfolg interessieren vor allem davon abweichende Verläufe, beispielsweise aufgrund individueller kognitiver oder neurobiologischer Risiken oder aufgrund von Bildungsbenachteiligung und sozialer Ungleichheit. Weiterhin entwickeln und evaluieren die Forschungsteams Testverfahren, um bestimmte Auffälligkeiten frühestmöglich zu diagnostizieren und die Vorhersage schulischer Leistungen zu verbessern.

### Adaptive Bildungskontexte
Der Forschungsbereich Adaptive Bildungskontexte betrachtet Kinder in verschiedenen Lebens- und Lernumgebungen. Im Fokus steht dabei die Frage, inwieweit verschiedene Kontexte adaptiv sind, das heißt, in welchem Maße sie auf die individuellen Bedürfnis- und Ausgangslagen der Kinder abgestimmt sind. Bildungskontexte werden sehr breit verstanden und schließen sowohl Institutionen wie Kindertageseinrichtungen und Schulen ein als auch die Familie, die Gleichaltrigen und das Wohnumfeld von Kindern. Weiterhin werden in diesem Schwerpunkt Fördermaßnahmen entwickelt, evaluiert und in die pädagogische Praxis übertragen.
2021 veröffentlichte das Forschungszentrum eine Studie zu den Auswirkungen der Covid-19-Pandemie auf Schulkinder und deren Eltern.

### Professionalisierung
Im Forschungsbereich Professionalisierung werden Kompetenzen, Orientierungen und Einstellungen von pädagogischen Fachkräften in Kindertagesstätten und Grundschulen untersucht. Ziel dieser Studien ist es, Lehrkräfte und Erziehende darin zu unterstützen, Lernsettings in heterogenen Gruppen so zu arrangieren, dass Kinder mit unterschiedlichen individuellen Voraussetzungen davon profitieren können. Weiterhin untersuchen die Wissenschaftler die Erwartungen, die aus Sicht der Öffentlichkeit, der Politik und der Wissenschaft an pädagogisches Fachpersonal gerichtet werden, und erforschen, wie die Fachkräfte mit diesen Erwartungen an sie selbst umgehen.